# ウィリアム・チャールズ・キャンベル
ウィリアム・チャールズ・キャンベル（William Charles Campbell, 1889年4月27日 – 1958年2月26日）は、スコットランドの戦闘機パイロット。第一次世界大戦において23勝を挙げた。1917年に第1飛行隊に所属した際、彼は有名な「バルーン・バスター」として認識された。彼は敵国の観測気球5機を撃墜し、イギリス空軍における最初のエース・パイロットとなった。また彼は航空機11機を破壊し、7機を「制御不能」にしたと主張した。

## 生涯
キャンベルは1889年にフランス共和国のボルドーにて誕生。彼の父親はスコットランドのアバディーン出身であり、ロイズの代理人であった。一方、彼の母親はフランス貴族の家系の出身であった。彼の兄弟ウジェーヌはフランス陸軍に所属したが、ヴェルダンの戦いにおいて化学兵器により戦死した。キャンベルは食品卸売工場に勤務した後、1916年に陸軍航空隊に加入。彼はクロイドンにて訓練を受け、1916年11月1日にライスリップ軍事学校で王立飛行クラブ飛行士認証3806番を取得、モーリス・ファルマン複葉機を操縦した。
1917年3月、彼はフランスに派遣され、同年5月1日に複葉戦闘機ニューポール17のパイロットとして第1飛行隊に配置された。彼は1917年5月14日から7月28日までの2か月半の間で、航空機における勝利を23回挙げた。その中には観測気球の破壊5回を含んでおり、彼はイギリス空軍における最初の「バルーン・バスター・エース」となった。彼は7月16日に、戦闘機アルバトロス D.Vを半時間で3機撃墜する成果も挙げた。7月31日、キャンベルはドイツ陸軍航空隊のエースであったエドゥアルト・リッター・フォン・ドストラーから多数の銃弾を撃ち込まれ、彼に21回目の勝利を献上した。キャンベルは太腿を負傷し、戦闘機は操縦不能となった。彼はイングランドへ戻り、その後9月18日に第1軍事航空学校の主任講師に就任、少佐心得の階級を与えられた。
戦後、キャンベルは食品製造会社において実業家として経歴を再開。最終的にプレイストウ・アンド・カンパニー、サーソンズ、ブリティッシュ・ビネガーズで会長、クロス・アンド・ブラックウェルで副会長を務めた。彼は熱心なスポーツ興行人でもあり、西ロンドンのホワイトシティ・スタジアムの大株主でもあった。彼はブライトン・アンド・ホーヴ・アルビオンFCの会長も務めた。

## 軍功
キャンベルは戦功十字勲章を受章し、間もなく2度目の受章もした。詳細はともに1917年8月16日の官報ロンドン・ガゼットの同一版に掲載された。9月、彼は殊勲従軍勲章を受章。11月7日、彼は陸軍元帥ダグラス・ヘイグから「顕著で勇敢な活動と、任務に対する貢献は特筆に値する」と受け、殊勲報告書に名前が掲載された。また彼は1919年1月22日にも報告書において「戦争に関連して尽力された…価値ある活動に敬意を表して」と、顕彰を受けた。
戦功十字勲章
少尉ウィリアム・チャールズ・キャンベル、王立航空隊、特別決議
顕著な勇敢さと任務に対する献身を称えて。彼は彼は敵の気球を攻撃し、炎の中で撃ち落とし、集中砲火を受ける地面の約20フィート上空から我々の戦列に帰還した。また彼は別の場面において、非常に低い高度から歩兵連隊の縦隊を攻撃し一掃した。彼は偉大な勇気と先導力を示し続けた。
戦功十字勲章（帯）
少尉ウィリアム・チャールズ・キャンベル、戦功十字勲章、王立航空隊、特別決議
顕著な勇敢さと任務に対する献身を称えて。彼は恐れなき勇敢さと技能を繰り返し示し、敵機を攻撃し破壊した。彼は好機において、1時間に3機を破壊した。また彼は低高度から敵軍を攻撃し一掃し、自らの安全を顧みることのない姿勢を示し続けた。
殊勲従軍勲章
少尉（暫定大尉）ウィリアム・チャールズ・キャンベル、戦功十字勲章、王立航空隊、特別決議
数多くの攻撃的偵察における顕著な勇敢さと任務に対する献身を称えて。彼は近距離から敵機を攻撃し敵機を破壊あるいは制御不能とするという、最大の勇気と技能を示した。彼は敵機12機と気球2機を破壊し、自らが偵察任務について最高級の先導者であることを証明した。加えて彼は直近3か月において、多数の戦闘に参加した。彼の恐れなき勇敢さと攻撃的な精神は、全ての兵に対する素晴らしい模範である。